# Santa Maria de Vinçà
Santa Maria de Vinçà és la capella de l'antic convent de Caputxins de la vila de Vinçà, a la comuna nord-catalana del mateix nom, de la comarca del Conflent.
Està situada uns 300 metres al sud del nucli de població de la vila de Vinçà.

## Fundació. Convent de Caputxins

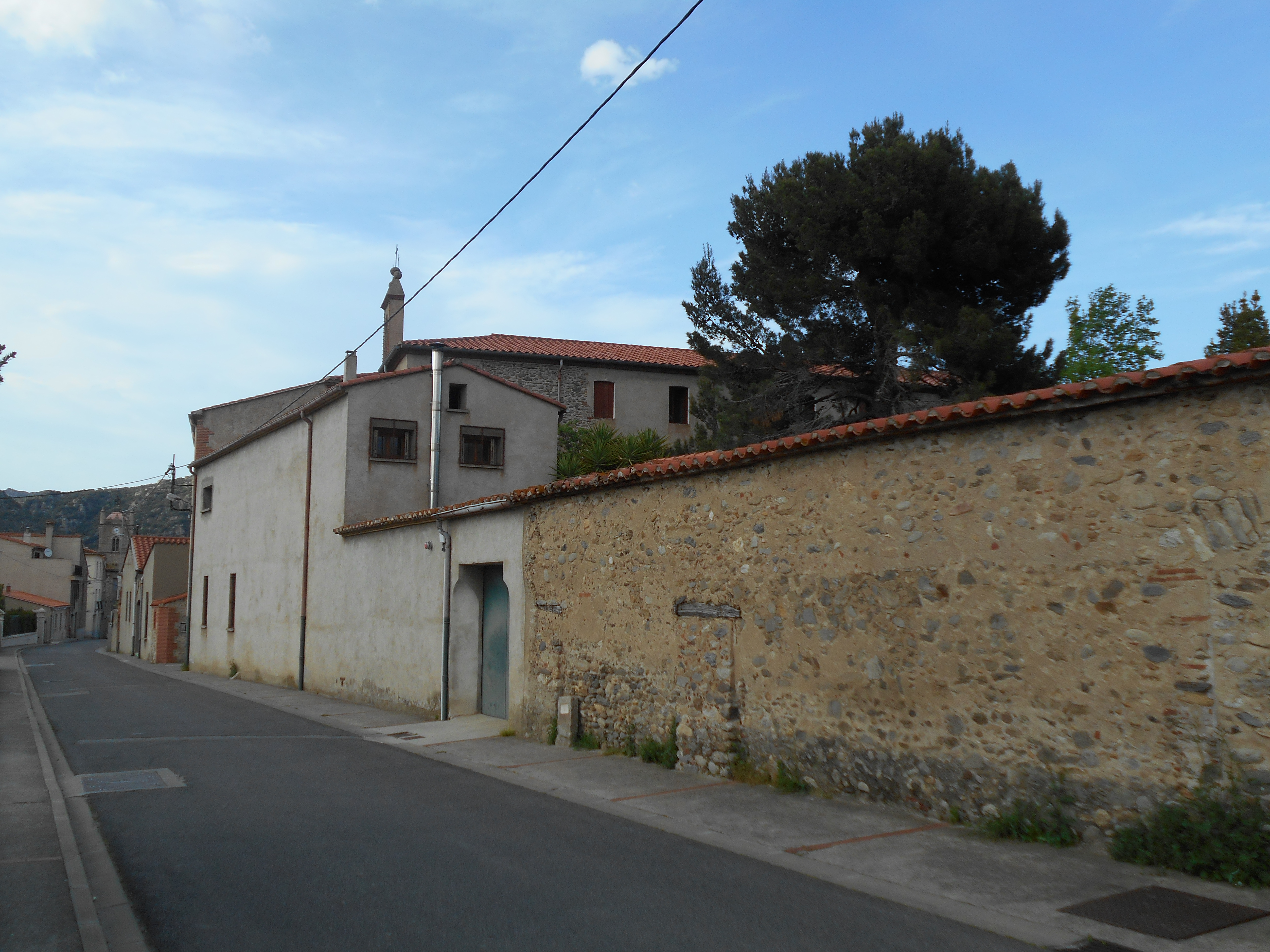
El Convent del Carmel de Vinçà

L'any 1589, els Caputxins construïren un convent a Vinçà, amb capella i un edifici amb planta baixa, envoltat d'un terreny bastant extens, regat per tres fonts captades una mica més lluny. El 1659, el Tractat dels Pirineus va relligar el Rosselló, el Vallespir, el Conflent, el Capcir i una part de la Cerdanya al Regne de França. Més tard, amb la revolució del 1789, i l'11 de juny del 1793, els Caputxins foren foragitats del seu convent.
El 29 de novembre del 1841, el senyor Rafael Molins de Barescut comprà el convent com a bé nacional, i decideix dedicar-lo a la seva primigènia vocació religiosa. Es presentà una ocasió el 1861: la Mare Bathilde de l'Enfant-Jésus (Suzanne de Saint-Exupéry), professa del Carmel de Bordèus, restauradora de l'Orde dels Carmelites Descalços a França després de la Revolució i fundadora del Carmel de Niça, es trobava en dificultats a la Itàlia d'aquell moment (Niça pertanyia a Itàlia, que s'estava unificant, i alhora en plena persecució religiosa).

## Conversió en convent de Carmelites Descalces
El bisbe d'Elna - Perpinyà, Gerbet, amb la recomanació del papa Pius IX avalà les intencions de Rafael Molins de Barescut i acollí a la seva diòcesi les Carmelites de Niça: l'11 de novembre del 1861 es va fundar el Carmel de Vinçà. La mare fundadora, Bathilde de l'Enfant-Jésus, hi morí el 12 de juliol del 1863, amb 77 anys i fou inhumada a la cripta de la capella del convent. Abans de morir va fer construir un segon pis, atès que el convent havia quedat petit. En aquell moment no es va tocar la capella.
El 1901, en el moment de la separació de l'Església de l'Estat, el monestir fou confiscat. Les religioses expulsades van trobar refugi a la vila, en cases a prop de l'església parroquial. Hi visqueren en vestit secular, i hi moriren una rere l'altra en la misèria… Només va restar la germana Gertrude du Sacré-Cœur qui, durant uns 20 anys, va vetllar de lluny el monestir, de nou venut com a Bé Nacional, i que va viure aleshores múltiples afectacions.
Espérance, filla del notari d'Illa Trulles, moria de tuberculosi als 20 anys; hauria volgut ser carmelita. Per això el seu pare va decidir dedicar el dot de la seva filla a comprar el Carmel de Vinçà. Abans de morir ell mateix, va confiar el monestir a la seva germana, Madame de Balanda, amb l'encàrrec de reservar-lo a les Carmelites.
La mateixa llei del 1901 va foragitar també les Carmelites de Bédarieux del seu monestir. Amb més sort que les seves germanes de Vinçà, van trobar refugi a la Catalunya del Sud, i després d'uns quants anys van construir un monestir regular a Arenys de Mar. Així, es van generar vocacions catalanes, fins que un dia del 1919, dos pares jesuïtes de Perpinyà es presentaren al locutori d'Arenys i van demanar a la priora, la mare Marie Thérèse de Saint-Joseph, de tornar a donar vida al Carmel de Vinçà. La priora va dubtar, però finalment l'octubre del 1919, va visitar el monestir de Vinçà: hi havia un pou, fonts, una vista esplèndida al Sud cap al Canigó i tota la carena dels Pirineus, i al Nord sobre els contraforts de les Corberes. La mare Marie Thérèse va pensar: «A la nostra Mare Santa Teresa, li hauria agradat aquest lloc».
El 1920, les Carmelites van deixar Arenys. Sor Gertrude hi acollí les germanes que arribaren a Vinçà, i, finalment, s'hi retroba la vida claustral. Monsenyor de Carsalade du Pont, el bisbe dels catalans, hi celebrà la primera missa a la capella provisional. El 1923, la capella dels Caputxins fou finalment restaurada, i La mare Marie Thérèse feu construir un cor nou per a les religioses. El Comte de Saint-Éxupéry, besnebot de la Mare Bathilde, oferí el mobiliari de la capella. El 14 de juliol del 1926, amb 68 anys, la mare Marie Thérèse morí en olor de santedat.
El 1935 fou construït un nou edifici, perpendicular a l'antic: acull el gran locutori i el noviciat al primer pis.